# 壓敏電阻

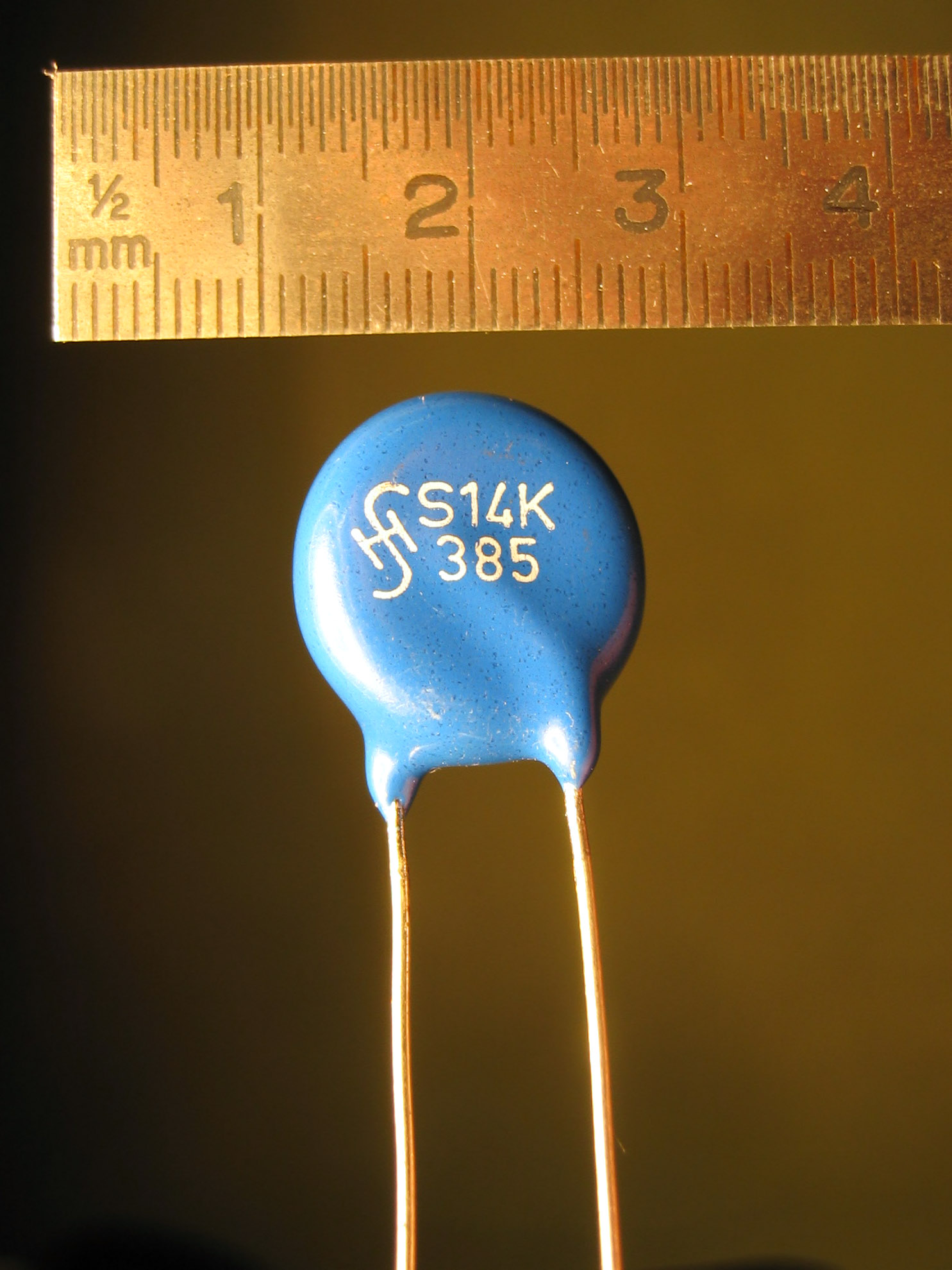
金屬氧化物壓敏電阻，385V

非線性電阻的 IEC 電路符號，旁邊加 U 代表電壓則特指壓敏電阻

壓敏電阻（英語： 或 ，縮寫），又名變阻器、變阻體或突波吸收器，是一種具有顯著非歐姆導體性質的電子元件， 電阻值會隨外部電壓而改變，因此它的電流——電壓特性曲線具有顯著的非線性。壓敏電阻廣泛的被應用在電子線路中，來防護因為電力供應系統的暫態電壓突波所可能對電路之傷害。當高壓來到時，壓敏電阻的電阻降低而將電流予以分流，因而保護了敏感的電子元件。
壓敏電阻它的電阻會因兩端電壓之不同而改變，也就是說，英文名稱  得名於 （會變的）+ （電阻）兩字的結合。
雖然壓敏電阻的英文  字源來自「可變」與「電阻」兩字，但壓敏電阻與可變電阻這兩個名詞指的是完全不同的兩種零件，請勿混淆。 可變電阻是一種歐姆導體（電流-電壓特性曲線是線性的），附帶一提的是，常見具有三個端子的可變電阻英文稱為电位器（potentiometer），至於較少見只有兩個端子的可變電阻英文稱為（沒有專屬譯名，可變電阻器）。

## 動作原理
突波吸收器之保護原理： 
壓敏電阻在預備狀態時，相對於受保護之電子組件而言，
具有很高的阻抗（數兆歐姆）而且不會影響原設計電路之特性。
但當瞬間突波電壓出現（超過突波吸收器之崩潰電壓時），
該突波吸收器之阻抗會變低（僅有幾個歐姆）並造成線路短路，也因此電子產品或較昂貴之組件受到保護。

## 主要成份種類
- 氧化鋅，Zinc Oxide，ZnO
- 碳化矽，Silicon Carbide，SiC
- 氧化鈦，Titanium Oxide，TiO2

## 應用領域
1. 電源端子的突波防護。
2. 介面端子的突波防護，如電話線介面等。

## 壓敏電阻的弊端
一些人以為突波吸收裝置裡的壓敏電阻可以提供完整的電壓保護，但不幸的是，壓敏電阻或突波吸收器所能承受的能量或功率有限，不能提供持續性的過電壓保護。持續的過電壓會破壞保護裝置（壓敏電阻或突波吸收器），並對設備造成損害，並可能有著火的危險。
壓敏電阻不能提供保護的部分還有：開機時的衝擊電流、短路時的過電流、電壓突降等情況，這些情況需要以繼電器、保險絲、無熔絲斷路器及其他方式的防護。 此外，也有少數保護裝置會偵測電源電壓，如超過危險限度時會以繼電器將電源切離。